# Brian Connelly
Brian Connelly (Roseburg, 1926 – Connecticut, 13 augustus 1963) was een Amerikaans kunstschilder, illustrator en textieldesigner, bekend om zijn meesterschap in trompe-l'œil en zijn 15e-eeuwse Vlaamse glazuurtechnieken. Zijn schilderijen combineren elementen van het surrealisme in een stijl die magisch realisme wordt genoemd.

## Biografie

### Jeugd en opleiding
Connelly werd in 1926 geboren in een middenklassegezin in Roseburg (Oregon). 
Alhoewel hij als autodidact wordt beschouwd, begon hij zijn studies in schilderkunst aan de Universiteit van Oregon. In  1946 verhuisde hij naar New York waar hij kortstondig studeerde aan de Art Students League of New York, een instituut dat zich richtte op academisch vakmanschap en dat ook veel vooraanstaande magisch realisten uit die tijd voortbracht. Vervolgens maakte hij de overstap naar de Parson's School of Design in New York.
Hij bestudeerde de methoden van 15de-eeuwse schilders en reisde naar het buitenland voordat hij zich in Connecticut vestigde. Tussen 1949 en 1951 reisde hij naar Europa en ontdekte er onder meer de Vlaamse Renaissance schilders. In 1952-1953 maakte Connelly vervolgens een wereldreis. Anderhalf jaar lang vervulde hij ook zijn dienstplicht bij de United States Navy (US Navy).
Dankzij zijn commerciële illustraties voor reclamecampagnes en zijn carrière als portretschilder, bouwde Connelly een netwerk uit in de kunstwereld van New York, Chicago en Los Angeles.
Eind jaren 40 raakte Connelly betrokken bij Associated American Artists (AAA), een galerie en organisatie die in 1934 werd opgericht door Reeves Lewenthal. De galerie speelde een belangrijke rol in de groei van de kunstindustrie door Amerikaanse kunstenaars en hun werk met het publiek te verbinden om kunst toegankelijker te maken. AAA vertegenwoordigde naast Connelly ook kunstschilders als Grant Wood.

### Stijl en technieken
De schilderstijl van Connelly wordt “magisch realisme” genoemd. De term werd in 1943 gepopulariseerd tijdens de tentoonstelling "American Realists and Magic Realists" in het Museum of Modern Art in New York.
Connelly’s stijl wordt vaak vergeleken met het surrealisme, maar terwijl surrealisme zich richt op het leven van de geest, is het magisch realisme van Connelly geworteld in de echte wereld en toont het fantastische elementen als onderdeel van het dagelijks leven. De mystieke, soms grappige, elementen in zijn werken dragen bij aan hun mysterie en nodigen de kijker uit om beter te kijken.
Tijdens zijn loopbaan verkende Connelly de surrealistische traditie met een extra laag technische precisie die hem in het rijtje deed plaatsen van eerdere Amerikaanse kunstenaars binnen het genre als Paul Cadmus (1904-1999) en Peter Blume (1906-1992).
Connelly was een technisch virtuoos in tempera-illusionistische schilderkunst en toonde nauwgezette details bij het weergeven van objecten. Hij werd dan ook erg gewaardeerd om zijn oog voor detail en de manier waarop hij speelde met perceptie, waardoor de grenzen tussen werkelijkheid en illusie vervagen. Zijn werken bevatten vaak hyperrealistische voorstellingen, die de kijker uitnodigen om de aard van wat ze zagen te heroverwegen. Connelly bekeek het alledaagse door een hyperrealistische en vaak mysterieuze lens.
Hij signeerde zijn werken steeds met BRIAN in drukletters en het jaartal in Romeinse cijfers.

### Oeuvre
Connelly heeft geëxperimenteerd met schilderen, tekenen en textielkunst. Hij schilderde vooral met olieverf, tempera en caseïneverf met olie glazuur, op paneel en masoniet. Sommige van zijn werken werden uitgevoerd op papier of doek. Hij maakte ook een aantal aquarels.
Zijn oeuvre omvat fantasierijke, illusionistische landschappen, werken met Tiffany-glas in de hoofdrol, Trompe-l'oeil-stillevens van onder meer zonnebloemen en diverse fruitsoorten, alsook portretten van vrienden. 
Connelly was een gepassioneerd tuinier en kweekte exotische planten als hobby. Hij liet de planten een rol spelen in sommige van zijn schilderijen. Connelly’s stelling was: als je één blad kunt schilderen, kun je de wereld schilderen.

#### Commerciële opdrachten
In de periode 1952-1954 kreeg Connelly bredere erkenning als commercieel illustrator.
Begin jaren 50 kreeg hij via Associated American Artists (AAA) de opdracht om advertenties te schilderen voor De Beers Diamonds, een van de grootste diamantproducenten ter wereld.  Dankzij de advertenties werden de schilderijen Wedding Day (1952), Day to Remember (1952), Memory of Love (1953), Lifetime of Love (1953), Garden of Dreams (1953) en Song of Love (1954) bekend bij een groter publiek.
Zijn illustraties leverde hem een prijs op van de Art Directors Club of New York. Het succes resulteerde eveneens in opdrachten van Fortune, interieur- en tuinmagazines (waaronder "House Beautiful" en "House and Garden") en een magazine van Bromeliad Society, een tijdschrift over botanische planten.
In augustus 1952 haalde Connelly de frontcover van de speciale editie “Canada, the Businessman’s Country” van het tijdschrift Fortune. Het schilderij betrof een realistische weergave van een esdoornblad. Aangezien de Fortune-editie over Canada ging, koos Connelly een esdoornblad, het nationaal symbool van Canada, als onderwerp.

#### Illusionistische werken
De kern van zijn oeuvre betreft zijn illusionistische en tromp l'oeil schilderijen.  Tot zijn bekendste werken behoren: Tiffany Landscape (1950), Attraction (1951), Spectrum (1952), Golf Magic (1953), A Night Garden (1956) en The Gates of Paradise (1960).
Tiffany Landscape (1950)
Connelly was een groot verzamelaar van Tiffany Glas. De transparante en reflecterende eigenschappen van het glas intrigeerden de schilder. 
Tiffany Glas vormde dan ook een inspiratiebron voor bepaalde schilderijen van Connelly, zoals het schilderij Tiffany Landscape uit 1950 waarop hij een park uitbeeldde waarbij klassieke bomen afgewisseld worden met Tiffany lampen, zoals een 'Wisteria' Table Lamp (met blauwe en groene bladeren), de Magnolia Tiffany vloerlamp en een peony hanglamp van Tiffany (met rode, oranje, gele en groenen tinten), die de vorm aannemen van bomen.
Attraction (1950)
Begin jaren vijftig vond een bescheiden opleving plaats van de trompe l'oeil-schilderkunst. Naast Peter Blume’s Crucifixion trok zo Brian Connelly de aandacht met zijn werk Attraction uit 1950.
Dit donker trompe l’oeil schilderij laat een gebroken raam zien met wormgaten en allerlei insecten, waaronder vliegen en vlinders. Dit werk op paneel, met olieverf en tempera, behoort tot de collectie van het Art Institute of Chicago. Attraction was onderdeel van diverse tentoonstellingen van het Art Institute (1951 en 1959-1960) en werd ook tentoongesteld in Springfield Illinois (1953), in het Dallas Museum of Art
(1953), het Museum of Fine Arts in Santa Barbara, California (1954) en het Lake Forest College in Illinois (1957).
Spectrum (1952)
In 1952 werd Connelly de jongste kunstenaar die de publieksprijs won op de “Pittsburgh International Exhibition of Contemporary Painting” voor het schilderij “Spectrum”.
Dit vierdelige, zestien panelen tellende schilderij van een renaissancehospice in Bonn, Duitsland, ontvouwt zich en toont dezelfde scène in vier verschillende kleurenpaletten, alsof het een wisselend daglicht of veranderende seizoenen oproept: een gele lente, de roodoranje hitte van de zomer, het koele blauw van de herfst en een grijze winterdageraad.
Connelly legde met Spectrum de barsten in de alledaagse realiteit vast, waar het gewone, al is het maar voor even, wordt getransformeerd tot iets buitengewoons, te fantastisch om echt te zijn. Tegelijkertijd probeerde Connelly historische artistieke principes te synthetiseren met de bekommernissen van het avant-garde modernisme. Dit kinetische polyptiek, met de gepatenteerde scharnierende panelen, onderzoekt kleur en het menselijk zicht, net als de color field schilderijen van Barnett Newman en Mark Rothko, die ook in diezelfde jaren ontstonden.
Het werk maakt deel uit van de collectie van het Southern Alleghenies Museum of Art in Loretto, Pennsylvania.
Golf Magic (1953)
In opdracht van de galerij Associated American Artists (AAA) ontwierp Connelly begin jaren 50 enkele textielkunstwerken: de keukenschort "Golf Magic” en “Marbles”. Grand Wood en Anton Refregier waren andere kunstschilders waarvan ontwerpen werden gebruikt.
In 1952 ging AAA joint ventures aan met textiel- en keramiekfabrikanten om "moderne" huishoudelijke artikelen te creëren. Tussen 1952 en 1957 breidde de AAA hun merchandisingtheorieën uit naar het ontwerpen van stoffen voor zowel de kleding- als de interieurmarkt. Deze stoffen, waarvan de meeste gesigneerd en gedateerd waren, werden bij hun introductie geprezen door krantenartikelen, en kledingtijdschriften – zowel voor het publiek als voor de vakhandel.

Golf Magic werd in 1953 door Connelly ontworpen voor de "Signature Fabrics"-collectie van AAA die instond voor de productie van het gezeefdrukte textiel. Het werd onder meer gedragen door Jerry Stiller als Wilbur Turnblad in de originele John Waters-film 'Hairspray' (1988). 
Het “trompe-l'oeil”-ontwerp van Golf Magic, toonde een motief van realistisch afgebeelde golfballen met scherpe schaduwen op een felgele achtergrond. Een variant met een felrode achtergrond verscheen eveneens in 1953. Met het grafische motief van dezelfde golfbal, die eindeloos lijkt te worden herhaald, verwees Connelly naar ideeën over massaproductie, consumentisme en populaire cultuur. “Golf Magic” riep de belangrijkste kenmerken op van popart.
Connely’s Golf Magic vertegenwoordigde mee het begin van de popart in Amerika, de Amerikaanse obsessie met popcultuur die in de jaren 50 begon, en ook het Amerikaanse magisch realisme. Het textiel was niet alleen een ontworpen kunstobject, maar ook een consumptiegoed. Bovendien was het medium, zeefdruk, een drukmethode die snelle reproductie mogelijk maakte, waardoor een grote oplage van het product kon worden geproduceerd. 
De productie van het object was gebaseerd op het uitgangspunt dat het kunstwerk door het grote publiek moest worden kunnen gekocht. Amerikaans magisch realisme daarentegen wordt beschreven als een reactie op het Europese surrealisme, waarin onderwerpen realistisch, maar ook fantasierijk worden afgebeeld. In het geval van Golf Magic kan het oog niet onderscheiden of de golfbal op de gele ondergrond ligt en een schaduw werpt, of dat hij erboven zweeft. Deze sensatie creëert de optische illusie dat de bal constant beweegt. Ook belangrijk is de titel die Connelly aan het object gaf, "Golf Magic", niet alleen zelfreferentieel was, maar ook verwijzend naar de “Magic Realism”-beweging. 
In de jaren 50 kon de Amerikaanse middenklasse dit levendige textiel en aanverwante artikelen kopen bij supermarkten, waaronder Macy's. Het American Textile History Museum heeft meer dan veertig stoffen van Associated American Artists, waaronder Golf Magic. Een exemplaar van Golf Magic is eveneens opgenomen in de collectie van het Smithsonian Design Museum.
A Night Garden (1955)
In het schilderij A Night Garden, onderdeel van de “The Jason Schoen Collection”, nodigt Connelly de kijker uit in zijn thuisstudio en toont hij ons een afbeelding van zichzelf terwijl hij aan dit schilderij werkt. 
De details zijn tot in de puntjes verzorgd, tot aan de kleurvlekjes in de kleine bloemblaadjes. Het is minutieus gedetailleerd, fijn geglazuurd en heeft een sfeervolle diepte. Het kleine, reflecterende moment in het midden van het schilderij doet denken aan een vergelijkbaar intiem moment in Jan van Eycks Portret van Giovanni Arnolfini en zijn vrouw uit 1434.
In februari 1956 noemde een commissie van kunstenaars en curatoren hem in een speciale uitgave van Art in America een veelbelovend 'nieuw talent'.
A Night Garden is tevens een unieke uiting van Connelly als kunstenaar, een manifest van wie hij was en een visie op wat er had kunnen zijn, als zijn nalatenschap niet was verduisterd na zijn vroegtijdige overlijden. Balancerend op de grens tussen het scherpe elektrische licht en het rechtlijnige modernistische ontwerp van zijn huiselijke sfeer en het smetteloze, bovennatuurlijke tuinlandschap, roept Connelly's schilderij de onmetelijkheid van zijn eigen vindingrijkheid op, die vanuit een wonderbaarlijk zilveren vat naar buiten straalt. Het atelier ontpopt zich hier als een ruimte die de grens tussen realiteit en illusie overbrugt. Dit is dan ook een schilderij dat de artistieke verbeelding belichaamt, als een complexe samensmelting van zelf, identiteit en persoonlijke creativiteit. En door niet alleen te verbeelden wat is, maar ook wat kan zijn, moedigt het schilderij ons aan om ons voor te stellen wat er had kunnen zijn na het succes van zijn retrospectief uit 1962. Met andere woorden, door middel van deze kristalheldere versie van een mystieke nachtelijke wereld, die zich losmaakt van de wereld die we kennen, geeft Connelly ons ruimte om te dromen.
The Gates of Paradise (1960)
Brian Connelly's schilderij The Gates of Paradise uit 1960 toont katholieke heiligen en de aartsengel Michaël realistisch in een traditionele, maar toch moderne setting, met uitzicht op en tussenbeide komend in een aards landschap uit onze tijd. 
De moderne modellen voor de individuele heiligen waren allemaal vrienden van de kunstenaar, waaronder zijn zakenpartner en manager James Coats (als Sint Antonius) – en het zelfportret van de kunstenaar in de rechteronderhoek (als de schilderende heilige). 

#### Portretten
Connelly maakte regelmatig geschilderde portretten in opdracht van verzamelaars en vrienden.
Een van zijn eerste portretten betreft een “tromp d’oeil” zelfportret uit 1951.
In 1955 maakte Connelly een portretschilderij van de Amerikaanse galerijhoudster en curatrice Ala Story (1907-1972), gewezen directrice van het Santa Barbara Museum of Art.
In 1956 portretteerde hij Britse novelschrijver David Stuart Horner (1900-1983) waarmee hij begin jaren 50 een relatie had. Een bevriend fotograaf, Carl Van Vechten fotografeerde Connelly die zelf poseerde voor zijn portretschilderij van Horner.

Datzelfde jaar vereeuwigde hij de textielontwerpster Dorothy Wright Liebes (1897-1972), de “moeder van het moderne weven”, op masoniet.
In diverse schilderijen gaf Connelly zichzelf een rol. Connelly's nachtelijke tuinscène bevat het zelfportret van de kunstenaar in de weerspiegeling van een zilveren wereldbol.

#### Tromp l'oeil stillevens
Er zijn diverse stillevens van de schilder gekend die hij maakte op het einde van zijn leven. De collectie van het Metropolitan Museum of Art in New York bezit twee “tromp l’oeil” aquarels: Brown and White Eggs (1962) en Delicious Apples (1962). De aquarel Grapes, een stilleven met druiven, dateert uit hetzelfde jaar.

## Tentoonstellingen (selectie)
Zijn schilderijen waren te zien in meer dan 25 tentoonstellingen in de periode 1950-1962 – van zijn solodebuut in november 1950 in de American British Art Gallery in New York, tot wat een retrospectief uit het midden van zijn carrière zou zijn geweest in de Banfer Gallery in Manhattan in de winter van 1962, als hij het jaar daarop niet zou zijn overleden.
Connely’s retrospectief van 1962, georganiseerd door Banfer Gallery, was een succes. Banfer Gallery vertegenwoordigde naast Connelly ook kunstschilders als Ernst Fuchs, Alex Colville, Maurice Grosser, Magro Hoff, Billy Morrow Jackson, Thomas Locker en Charles Rain. Het gastenboek van de Banfer Gallery voor Connely’s retrospectief werden ondertekend door schrijver en fotograaf Carl Van Vechten, waarmee hij jarenlang bevriend was, de magisch realisten John Koch en Charles Rain, en de illustrator Hilary Knight. 
Na zijn overlijden werden nog regelmatig werken van Connelly tentoongesteld.

### Periode 1950-1962
Bron: 
- 2-18 november 1950: Solotentoonstelling American-British Art Center in New York, Yale-universiteit in Connecticut;
- 1951: Solotentoonstelling American-British Art Center, Yale University, Connecticut
- Art Institute of Chicago, Sixtieth Annual American Exhibition of Paintings and Sculpture, Oct. 25–Dec. 16, 1951, no. 31;
- 1952: Pittsburgh International Art Show
- 17 januari 1953 –  25 mei 1953: Springfield Illinois Art Association, Circuit Exhibition
- 10-25 oktober 1953: Dallas Museum of Art, State Fair of Texas Art Exhibition Trompe l’Oeil Paintings That Fool the Eye by Masters from Vermeer to Dali
- 25 mei – 16 oktober 1954: Santa Barbara, California, Museum of Fine Arts, exhibition
- 3 juni – 5 augustus 1956: Tentoonstelling “New Accessions USA”, Colorado Springs Fine Arts Center;
- 9 - 27 juni 1957, Lake Forest College, 100th Anniversary of Lake Forest Collegen nr. 37
- 1 oktober 1959 – 10 januari 1960, Art Institute of Chicago, Two Centuries of American Art, 1750-1950
- November 1962: Retrospective exhibition at the Banfer Gallery, 23 East 67th Street.[26]

### Andere tentoonstellingen
- 2016: ‘’A Night Garden” (1955), exhibited during the exposition “Surrealism, Magic Realism & Inspired Works” by Debra Force Fine Art, New York;
- 2021: “Extra Ordinary: Magic, Mystery and Imagination in American Realism”, The Georgia Museum of Art in de Universiteit van Georgia met werken van Connelly, waaronder “A Night Garden” uit 1955.[27]

## Prijzen
- Popular Prize (1952), Carnegie Institute award, Carnegie Institute of Technology voor het schilderij “The Spectrum, a painting in four acts”
- Paintings Award, Art Directors Club of New York

## Geselecteerde werken
- Tiffany Landscape, 1950 (71 x 56 cm) – olieverf op hardboard
- Attraction, 1950 (50.8 × 61 cm) - Olieverf en tempera op paneel – insecten op een scherm
- Stilleven van een zonnebloem (40 x 30 cm) - trompe l'oeil-schilderij
- Variation on Venus (Naakt figuur achter een deur)
- The Astonished Anatomist – de anatomie van een vrouwelijk hoofd (surrealistisch werk)
- Self-portrait, 1951
- The Spectrum, 1952 (94 x 105 cm) - caseïne en olie op hardboard
- Rosa Gallica, 1952 (50 x 30 cm)
- Your Move (Schaakbord en dammen)
- Golf Magic, 1953 - allover trompe l'oeil-patroon van golfballen en hun schaduwen
- Portrait of Ala Story, 1954 (caseine op paneel; 42 x 30 cm; 16,5 inch x 12 inch), National Portrait Gallery, Washington, DC
- A Celebration of Bromeliaceae, 1954 (schilderij met greenhouse als centraal thema)[28]
- A Night Garden, 1955 (olieverf en caseïneverf op paneel; 45 x 76 cm; 18 x 30 inches)
- Dorothy Wright Liebes, 1956 (olieverf op masoniet; 45,3 x 35,5 cm (17 13/16 x 14")
- Gates of Paradise, 1960

## Musea en publieke collecties
- Art Institute of Chicago, Chicago;
- Metropolitan Museum, New York;
- Everson Museum Of Art, Syracuse, Central New York;
- National Portrait Gallery, Washington, D.C.;
- Sheldon Museum of Art, Lincoln, Nebraska;
- Southern Alleghenies Museum of Art, Loretto, Pennsylvania;
- The Jason Schoen Collection;
- Marianna Kistler Beach Museum of Art, Kansas State University, Kansas
- American Textile History Museum, North Andover, Massachusetts
- National Design Museum, Smithsonian Institution, Smithsonian Design Museum, New York[29]

Bronnen: 

## Coats-Connelly Collectie
Connelly was een gepassioneerd verzamelaar van Tiffany Glas. Dit type van glas werd uitgevonden  door Louis Comfort Tiffany, de zoon van de juwelenproducent Charles Lewis Tiffany, stichter van Tiffany & Co. Het wordt gekenmerkt door de luxueuze, opaalachtige tinten die zich onderscheiden van eerdere, handbeschilderde vormen van iriserend glas. 
De vele en gevarieerde soorten glas die van 1878 tot 1929-1930 werden ontwikkeld en geproduceerd in de Tiffany Studios in New York werden door Connelly en zijn zakenpartner James Coats gretig verzameld. 
Coats en Connelly waren kunst- en antiekhandelaren in Connecticut en het Verenigd Koninkrijk waar Coats een oorlogsveteraan was die de koninklijke familie beschermde tijdens de Tweede Wereldoorlog. 
Het resulteerde in de “James Coats-and Brian Connelly collectie”, bestaande uit 76 stukken van Tiffany Glas, waaronder rode, presse-papier, lava-en floriforme exemplaren. Sommige exemplaren waren bedoeld voor de persoonlijke collectie van hun maker, Louis Comfort Tiffany (1848-1933).
De collectie van Tiffanyglas werd op 21 oktober 1966, na Connelly’s dood, geveild.

## Privéleven
In een artikel in American Artists uit 1952 reflecteerde Connelly op zijn kansen als kunstenaar en zei: Schilderen is een werkelijk prachtig leven. Ik zou me geen leven zonder schilderen kunnen voorstellen, en het is voor mij een voortdurend wonder om mijn brood te verdienen met wat ik het allerliefste doe.
Hij woonde vooral in Wilton, Connecticut, maar ook een tijdlang in New York. Connelly was ongehuwd en had geen kinderen.
In het begin van de jaren 50 geraakte Connelly bevriend met de Britse misdaadromanschrijver David Stuart Horner (1900-1983). Horner was het grootste deel van zijn leven de geliefde en metgezel van de schrijver Osbert Sitwell (1892-1969). Horner en Sitwell groeiden echter uit elkaar toen Sitwells gezondheidstoestand, die aan de ziekte van Parkinson leed, almaar verslechterde. Horner vond troost bij de jonge Connelly en in alle sereniteit hadden ze een tijdlang een affaire. 
In 1953 bezegelde Connelly zijn relatie met Horner met een portret van Horner.
Connelly leed zelf jarenlang aan chronische nefritis, een ontsteking van de nieren. De ziekte werd hem uiteindelijk fataal. Op 13 augustus 1963 overleed Connelly op het hoogtepunt van zijn carrière op amper 37-jarige leeftijd in zijn woning in Connecticut. Hij liet een moeder, Mrs. H. L. Connelly, en zus Mrs. Statnton O. Marsland na.